# Lubuk Buntak (Talang Padang)
Lubuk Buntak is een bestuurslaag in het regentschap Empat Lawang van de provincie Zuid-Sumatra, Indonesië. Lubuk Buntak telt 1013 inwoners (volkstelling 2010).